# Budare

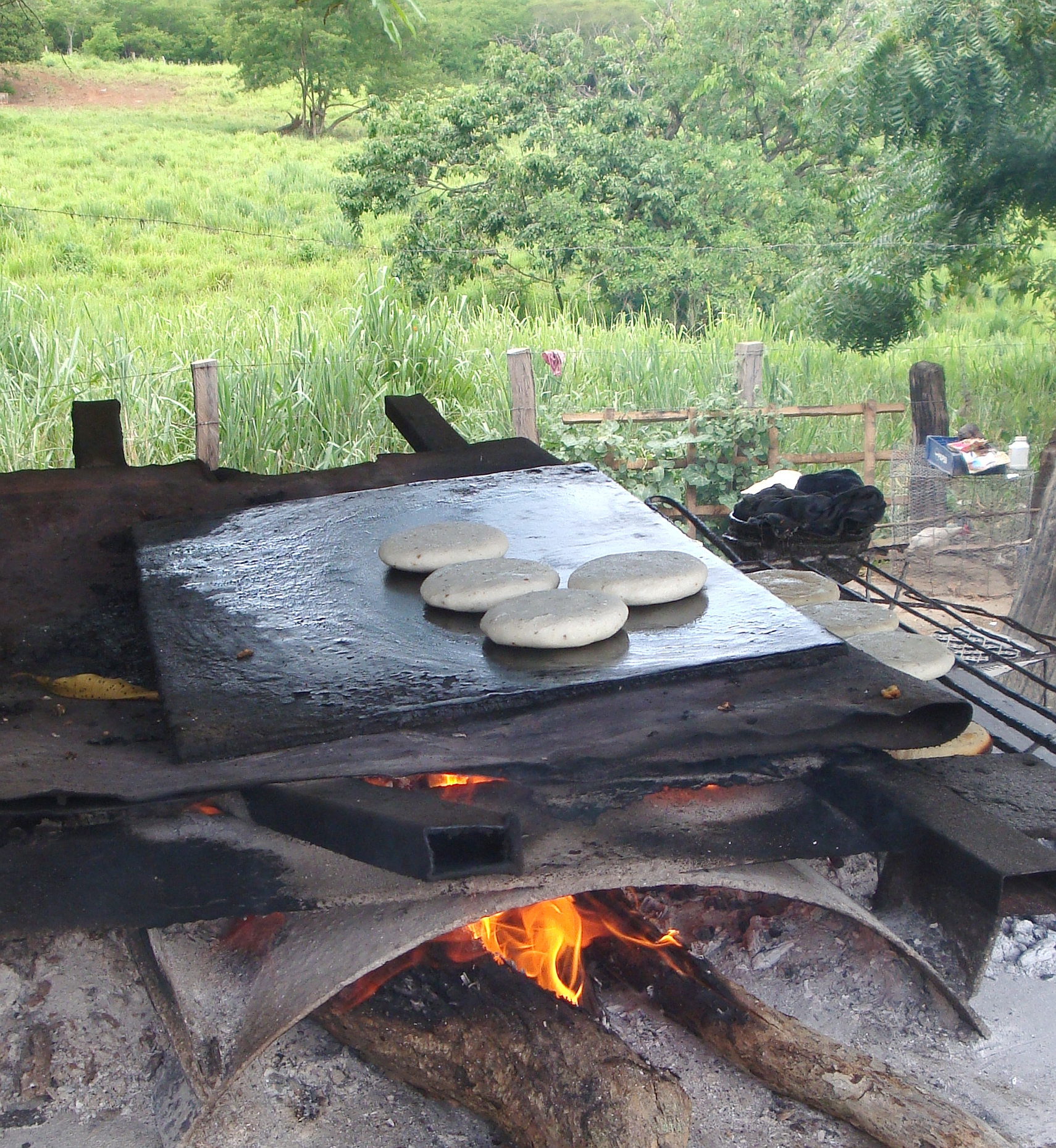
Arepas de maíz pelao cocinándose en un budare improvisado

El budare es una plancha circular de barro cocido con origen prehispánico tradicional de la gastronomía prehispánica. Originalmente hecha de arcilla, se usa para cocer o tostar alimentos como arepas, cachapas, casabe de yuca, mañoco o café, entre otros. Aripo es la versión hecha de hierro fundido, aunque en la práctica se usan como sinónimos.

## Etimología
El término «budare», de origen taíno, se asocia con los vocablos buran y burén.
En la isla de Margarita, en el estado de Nueva Esparta, los budares son un poco más pequeños y delgados y se llaman «aripos», vocablo cumanagoto del cual se cree que deriva el término «arepa».
Uno de los registros históricos de estos términos se encuentra en la obra del siglo XVI Viaje y descripción de las Indias, de Galeoto Cey, en la cual escribe lo siguiente:

Una vez exprimida la ralladura de la yuca, la sacan de estos recipientes o sebucanes, que queda como aserrín, y sobre el fuego tienen torteras de tierra, grandes como una rodela, que en las Indias llaman aripos o burenes.
Galeoto Cey

Asimismo, otro registro es conservado por Joseph Gumilla en su obra El Orinoco ilustrado y defendido donde escribe:

Amontonado el aserrín de la yuca veinticuatro horas, toma punto como la masa de trigo, y entonces, en unos ladrillos delgados y anchos, que llaman budare, debajo de los cuales arde el fuego, van tendiendo aquella masa hecha torta
José Gumilla

## Características y usos
La forma actual del budare se desarrolló en el siglo XVIII. Los budares modernos son de hierro, acero o aluminio y frecuentemente reciben un tratamiento llamado «curado» o «curación» para que los alimentos no se adhieran demasiado a su superficie. Una alternativa más moderna todavía es el budare revestido de teflón.
Para cocinar el casabe y el mañoco se usan budares muy grandes, de 80 cm o más de diámetro, colocados directamente sobre fuego de leña.

## Instrumentos similares
En México y algunos países centroamericanos existe un utensilio similar llamado «comal». Asimismo, en la Amazonía peruana existe una versión denominada «blandona».